# Озёрный (Брянская область)
Озёрный — поселок в составе Павловского сельского поселения Унечского района Брянской области.

## История
В 1964 г. Указом Президиума ВС РСФСР поселок усадьбы «Сельхозтехника» переименована в Озёрный.

## Население
| 2010 | 2013 |
| ---- | ---- |
| 4    | ↘3   |